# Otto Fenichel
Otto Fenichel (Vienna, 2 dicembre 1897 – Los Angeles, 22 gennaio 1946) è stato un medico e psicoanalista austriaco.
È padre di Hanna Fenichel Pitkin, filosofa e politologa.

## Biografia
Otto Fenichel iniziò a studiare medicina nel 1915 a Vienna. Fin da giovanissimo, durante il suo periodo scolastico, fu attratto dalla cerchia di psicoanalisti riunitisi attorno a Freud. Negli anni dal 1915 al 1919 assistette alle lezioni di Freud e già nel 1920, all'età di 23 anni, divenne membro della Società psicoanalitica di Vienna. 
Nel 1922, dopo la laurea, Fenichel si trasferì a Berlino. Durante il periodo berlinese, fino al 1934, fu membro di un gruppo di psicoanalisti socialisti-marxisti (di cui facevano parte Siegfried Bernfeld, Erich Fromm, Wilhelm Reich, Ernst Simmel, Frances Deri e altri). Durante suoi viaggi all'estero - 1934 a Oslo, 1935 a Praga, 1938 a Los Angeles - stabilì contatti tra gli psicoanalisti marxisti sparsi in tutto il mondo per mezzo di segretissime "Rundbriefe" (circolari). Quelle Rundbriefe, divenute pubblicamente note solo nel 1998, possono essere annoverate tra i documenti più importanti relativi alla storia della psicoanalisi tra il 1934 e il 1945, soprattutto per quanto riguarda il problema dell'espulsione di Wilhelm Reich dall'International Psychoanalytic Association nel 1934. A Los Angeles, Fenichel si unì ai circoli psicoanalitici esistenti e in seguito contribuì a fondare la Società e l'Istituto di Psicoanalisi di Los Angeles. Fra i suoi analizzandi a Los Angeles, c'era anche Ralph Greenson.

## Pubblicazioni
Fenichel fu un prolifico scrittore di psicoanalisi e pubblicò una quarantina di articoli tra il primo "Introjektion und Kastrationkomplex" (1925) e l'ultimo "Neurotic Acting Out" (1945). Tra gli argomenti trattati, c'erano la sessualità femminile, il sentimento di trionfo e gli antecedenti del complesso di Edipo. Pubblicò anche un influente manuale tecnico, "problemi di tecnica psicoanalitica" (1939). 
Tre articoli sulla sessualità femminile, pubblicati tra le due guerre, attirarono l'attenzione stessa di Freud: scrisse del primo che "Fenichel (1930) sottolinea giustamente la difficoltà di riconoscere nel materiale prodotto in analisi quali parti di esso rappresentino il contenuto immutato della fase pre-edipica e quali parti sono state distorte dalla regressione". Il suo articolo del 1936 sull'equazione simbolica "Ragazza" = "Fallo" divenne successivamente un trampolino di lancio per Jacques Lacan. 
Nel suo articolo del 1939, "Trofeo e trionfo", Fenichel sottolineava che la sensazione di trionfo "deriva dalla rimozione di ansia e inibizione, dalla vittoria di un trofeo", ma aggiungeva che "come il trofeo è un derivato del Super-io poiché è un simbolo dell'autorità genitoriale [...], esso minaccia l'ego nello stesso modo in cui lo fa il Super-io". 
Basandosi sul proprio lavoro e sui contributi dei suoi colleghi e predecessori, Fenichel scrisse uno dei manuali più completi sulla psicoanalisi freudiana, nel 1945: "per innumerevoli studenti e professionisti, Fenichel è sinonimo del suo Trattato di Psicoanalisi delle Nevrosi e delle Psicosi (New York, 1945)"; e questo testo è considerato sinonimo di "conoscenza psicoanalitica affidabile e completa". Tuttavia, il lavoro è stato anche oggetto di controversie, sfidando tra gli altri le scoperte di Melanie Klein, i neo-freudiani e gran parte del lavoro di Franz Alexander, oltre a mostrare la continua affiliazione marxista di Fenichel.

## Critiche
Harold Bloom definì Fenichel "il cupo enciclopedista della psicodinamica freudiana", e fu proprio l'aspetto enciclopedico della sua opera a suscitare anche le critiche di Lacan. Altri vedevano Fenichel semplificare eccessivamente i suoi resoconti sulle nevrosi mediante tassonomie categoriali. 
Sebbene lo stesso Fenichel avesse avvertito fin dall'inizio del suo libro che stava offrendo solo esempi illustrativi, non storie di casi, potrebbe aver involontariamente contribuito al vizio di tentare di ideare il processo analitico, non seguire e imparare dallo stesso.